# Igreja Católica no Benim
A Igreja Católica no Benim é parte da Igreja Católica universal, em comunhão com a liderança espiritual do Papa, em Roma, e da Santa Sé. Este é um país que tem sofrido há tempos com o crescimento do fundamentalismo islâmico, e por isso, tem feito esforços contra o crescimento das tensões religiosas. Benim enviou centenas de soldados à vizinha Nigéria, a fim de combater o grupo Boko Haram. Ainda com esses fatores e com o pluralismo religioso, as relações entre as comunidades religiosas beninenses são consideradas pacíficas. É comum em todo o país, mesmo entre cristãos e muçulmanos, o sincretismo com as crenças animistas locais. No geral, a Igreja Católica é considerada como autoridade para questões teológicas, sociais e políticas.

## História
Os portugueses chegaram à região em 1485, porém só foram construir uma capela em 1680, em Ouidah, mas durante os séculos Século XVI, XVII e XVIII, as tentativas de evangelização foram esporádicas e ineficazes. Por volta de 1830, o catolicismo no Benim consistia em cerca de 2.000 portugueses e ex-escravos repatriados do Brasil que moravam ao longo da costa e que estavam sob a jurisdição do bispo de São Tomé. Em 1860, o território tornou-se parte do Vicariato Apostólico das Duas Guinés e foi confiado à Sociedade das Missões Africanas. Dois padres chegaram a Ouidah em 1861, mas seus esforços se restringiram ao trabalho entre estrangeiros. A Prefeitura Apostólica do Daomé foi fundada em 1883 e incluiu brevemente o Togo. Após o sucesso de uma expedição militar francesa, que derrubou o governo nativo em 1892, a liberdade de evangelizar foi concedida em 1894, quando a região se tornou uma colônia francesa. Em 1901, foi criado o Vicariato Apostólico do Daomé e sua jurisdição foi estendida para o norte, incluindo o Níger.

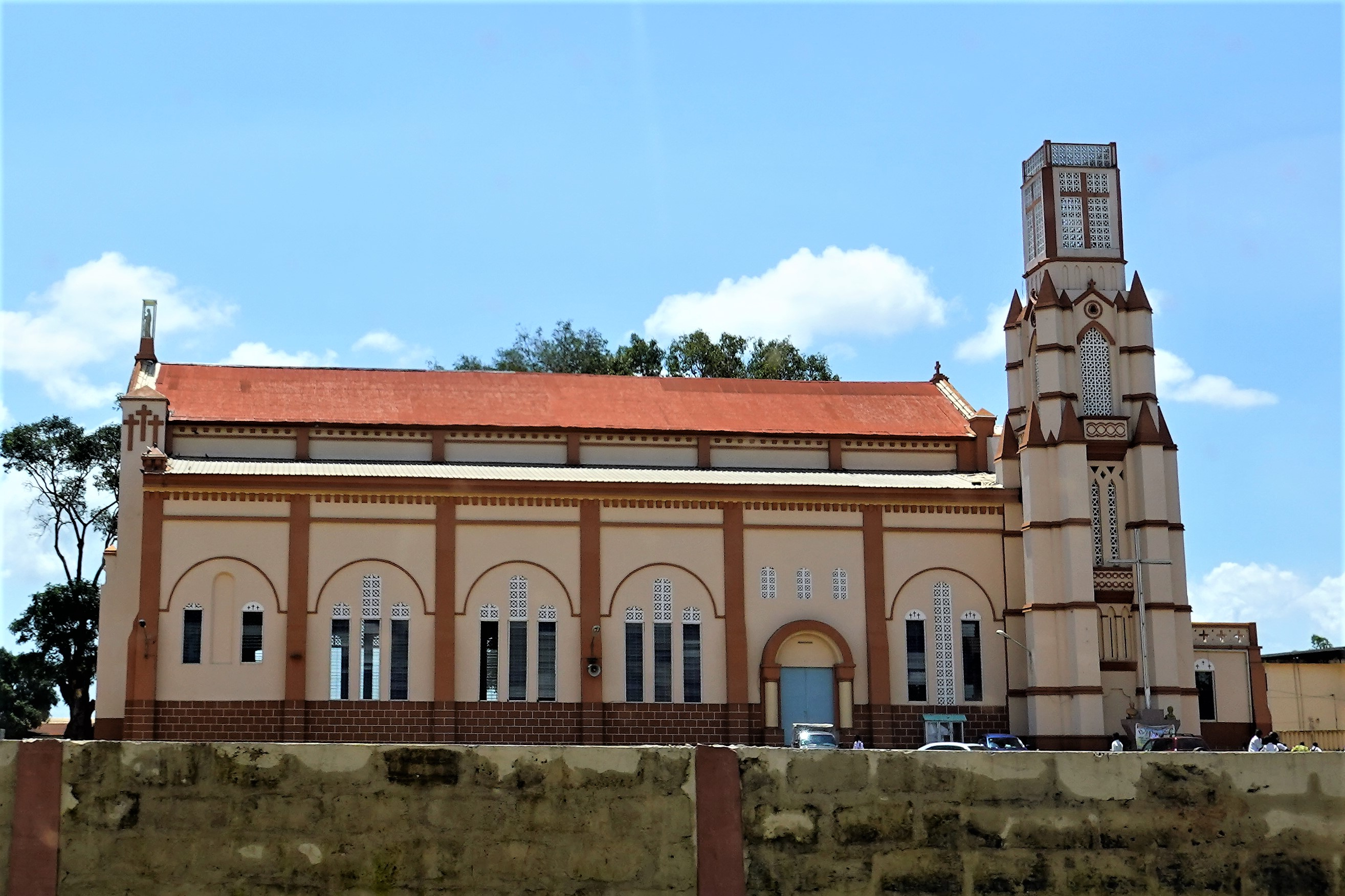
Catedral de Porto Novo.

Uma congregação de nativa de mulheres, a Petites Servantes des Pauvres de Cotonou, foi fundada em 1912, e um seminário foi aberto em Ouidah, em 1913. Uma nova prefeitura apostólica, abraçando o norte do Benin, foi estabelecida em Niamey, no Níger, em 1942. Em 1948, o norte do Benim tornou-se a Prefeitura Apostólica de Parakou (e elevada a diocese em 1964), e o Vicariato do Daomé tornou-se o Vicariato de Ouidah. Outro vicariato foi criado em 1954 a sudeste de Porto Novo (e elevada a diocese em 1955). A hierarquia foi estabelecida em 1955, quando Cotonou (anteriormente Vicariato de Ouidah) se tornou uma arquidiocese metropolitana para o país. Os trapistas estabeleceram uma casa em 1959 e as freiras cistercienses em 1960.
Anteriormente território ultramarino da França em 1946, a região obteve sua independência e tornou-se a República do Daomé, em 1º de agosto de 1960. Em 1974 ascendeu ao poder de um governo marxista, doutrina abertamente criticada pela Igreja Católica, devido às suas características ateístas, materialistas e antirreligiosas, e o nome do país foi alterado de Daomé para Benim. Como previsto, políticas ateístas foram adotadas, e todas as igrejas foram nacionalizadas. Os vistos de missionários estrangeiros foram revogados, forçando-os a deixar o país, enquanto os padres locais foram ameaçados de prisão por quaisquer ações consideradas ameaçadoras para o estado. Somente em dezembro de 1989, o governo marxista foi derrubado e, em fevereiro, o arcebispo de Cotonou, Isidore de Souza, liderou a comissão que redigiu a nova constituição do país. Eleições presidenciais democráticas ocorreram em 1991. Em dezembro de 1997, o Vaticano abriu um campus do Instituto João Paulo II em Cotonou, uma escola em Roma focada no estudo do casamento e da vida familiar.

## Atualmente
Em 2000, o Benim tinha 172 paróquias, 250 padres diocesanos e 107 religiosos. Os religiosos incluíam 53 irmãos e 689 irmãs que administravam clínicas, hospitais e administravam as 22 escolas primárias e 18 secundárias de Benim. Ao mesmo tempo, dados estatísticos de 2010 divulgados pela Santa Sé mostravam que 34% da população (2,9 milhões de pessoas) era católica. Havia à época 11 bispos, 684 sacerdotes diocesanos e 127 sacerdotes religiosos, 139 religiosos não sacerdotes, 1.247 irmãs religiosas, 11.251 catequistas e 308 seminaristas menores e 497 maiores. Quanto a instituições mantidas pela Igreja: havia mais de 200 instituições de ensino, com cerca de 58.000 estudantes, 12 hospitais, 64 ambulatórios, três leprosários, sete asilos, 41 orfanatos e berçários são 41, além de outras 23 instituições de outras naturezas. O seminário regional de St. Gall, em Ouidah, estava sob a direção dos sulpicianos, enquanto os Irmãos Cristãos mantinham uma escola em Bohicon.  Uma estação de rádio católica, a Radio Imaculate Conception oferece ao povo serviços de transmissão e outras programações relacionadas à Igreja. A maioria dos católicos residem no sul, nas cidades de Porto Novo e Cotonou e arredores. Estima-se que 17% da população beninense praticam o vodu, incluindo alguns cristãos e muçulmanos, embora nem sempre o façam abertamente.

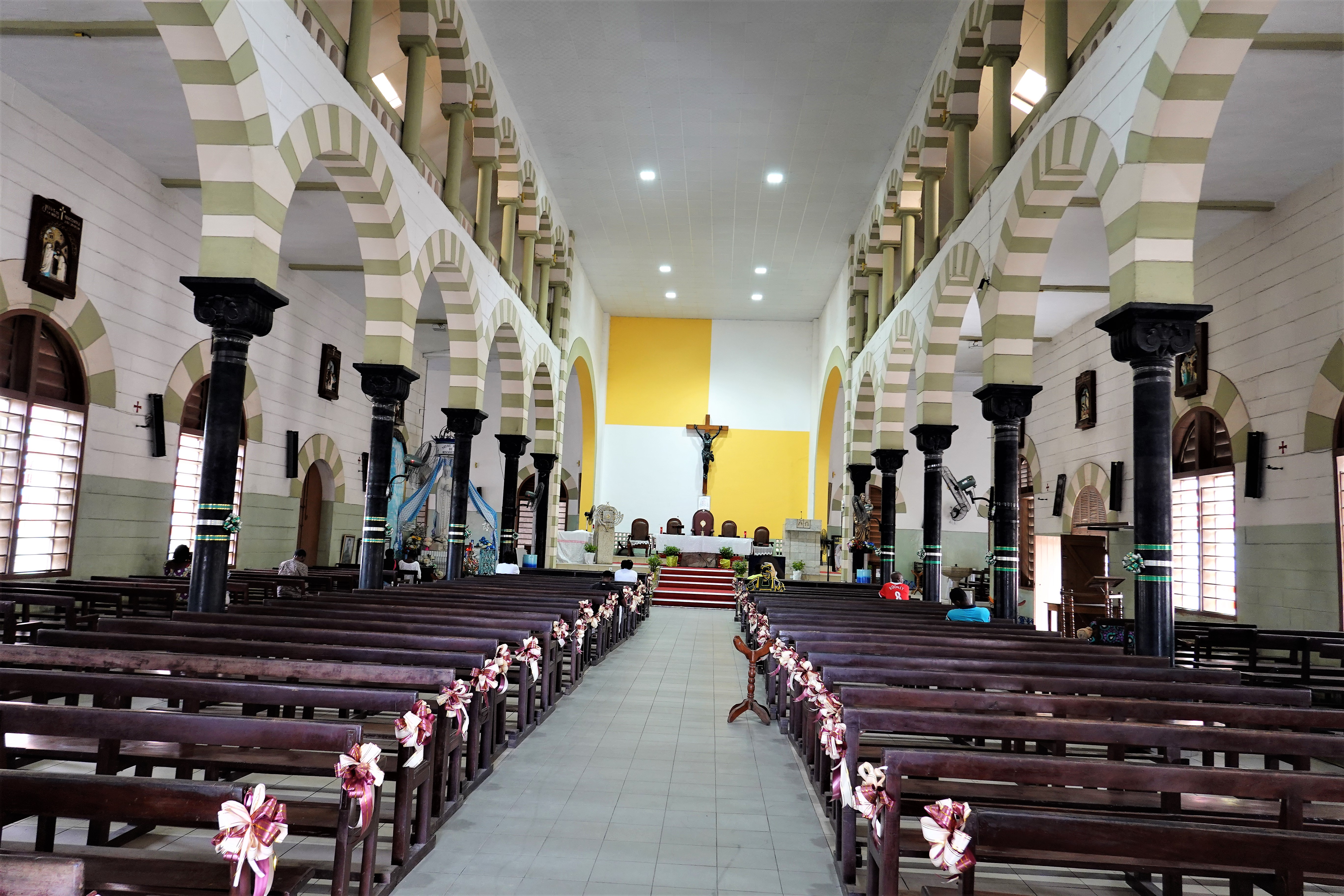
Interior da Catedral de Cotonou.

Uma questão de crescente preocupação entre os líderes da Igreja era o tráfico escravagista infantil, e a Arquidiocese de Cotonou estabeleceu um centro de aconselhamento para lidar com esse mal. Há estimativas de que o número de crianças traficadas na África Ocidental seja superior a 200.000 por ano, muitas das quais foram colocadas para trabalhar em plantações, como domésticas, ou forçadas à prostituição.
A própria Igreja Católica beninense afirma que um dos principais problemas a ser enfrentado é a prática superficial da fé. Durante a visita ad limina dos bispos do país a Roma, em 2015, o Papa Francisco disse isso, e acrescentou que o "conhecimento profundo do mistério cristão não deve ser um direito exclusivo da elite" e que deve ser acessível a todos os fiéis, e que as pessoas no Benim estão "expostas a inúmeros ataques ideológicos por parte da comunicação social".
Em 2020, durante a pandemia de COVID-19, a Igreja teve de fazer uma grande mobilização no combate à doença, especialmente para adquirir produtos como 11.000 máscaras e álcool em gel, a serem doados a hospitais e prisões por todas as dioceses do país.

## Organização territorial
O catolicismo está presente no país com duas arquidioceses e oito dioceses de rito romano, todas estão listadas abaixo:
| Circunscrições eclesiásticas católicas do Benim | Circunscrições eclesiásticas católicas do Benim | Circunscrições eclesiásticas católicas do Benim  | Circunscrições eclesiásticas católicas do Benim | Circunscrições eclesiásticas católicas do Benim |
| Circunscrição                                   | Ano de ereção                                   | Catedral                                         | Mapa                                            | Ref.                                            |
| ----------------------------------------------- | ----------------------------------------------- | ------------------------------------------------ | ----------------------------------------------- | ----------------------------------------------- |
| Arquidiocese de Cotonou                         | 1883                                            | Catedral de Nossa Senhora da Misericórdia        |                                                 | [ 15 ]                                          |
| Diocese de Abomey                               | 1963                                            | Catedral dos Santos Pedro e Paulo                |                                                 | [ 16 ]                                          |
| Diocese de Dassa-Zoumé                          | 1995                                            | Catedral de Notre-Dame de Fourvière              |                                                 | [ 17 ]                                          |
| Diocese de Lokossa                              | 1968                                            | Catedral de São Pedro Claver                     |                                                 | [ 18 ]                                          |
| Diocese de Porto Novo                           | 1954                                            | Catedral de Nossa Senhora da Imaculada Conceição |                                                 | [ 19 ]                                          |
| Arquidiocese de Parakou                         | 1948                                            | Catedral dos Santos Pedro e Paulo                |                                                 | [ 20 ]                                          |
| Diocese de Djougou                              | 1995                                            | Catedral do Sagrado Coração                      |                                                 | [ 21 ]                                          |
| Diocese de Kandi                                | 1994                                            | Catedral de Nossa Senhora do Carmo               |                                                 | [ 22 ]                                          |
| Diocese de N'Dali                               | 1999                                            | Catedral de São Marcos Evangelista               |                                                 | [ 23 ]                                          |
| Diocese de Natitingou                           | 1964                                            | Catedral da Imaculada Conceição                  |                                                 | [ 24 ]                                          |

Há também a Eparquia da Anunciação de Ibadan, sediada na Nigéria e presente em diversos países africanos, incluindo o Benim, e é voltada para os fiéis católicos que seguem o rito maronita.

## Conferência Episcopal
Os bispos do país se reúnem na Conferência Episcopal do Benim, criada em 1970.

## Nunciatura Apostólica
A Nunciatura Apostólica do Daomé foi estabelecida em 1972, e, em 1975, seu nome foi alterado para Nunciatura Apostólica do Benim.

## Visitas papais
O país foi visitado pelo Papa João Paulo II em duas ocasiões: uma viagem em 17 de fevereiro de 1982, que também incluiu em seu roteiro o Gabão, a Guiné Equatorial e a Nigéria. Entre de 3 e 5 de fevereiro de 1993, o Pontífice retornou em mais uma viagem ao território beninense, além de ir ao Sudão e a Uganda. O Papa Bento XVI também viajou ao país entre os dias 18 e 20 de novembro de 2011, com o intuito de entregar a exortação apostólica pós-sinodal aos bispos africanos, para comemorar os 150 anos de evangelização do país e para recordar o falecimento do cardeal beninense Bernardin Gantin. Esta visita ainda é lembrada pela população, e mesmo os não católicos têm uma imagem muito positiva do evento, vendo-o como o início de uma nova consciência religiosa.
| “ | A Igreja no Benim recebeu muito dos missionários; deve, por sua vez, levar esta mensagem de esperança aos povos que não conhecem, ou deixaram de conhecer, o Senhor Jesus. Amados irmãos e irmãs, convido-vos a sentir esta ânsia pela evangelização, no vosso país e no meio dos povos do vosso continente e do mundo inteiro. Isto mesmo no-lo recorda, com insistência, o recente Sínodo dos Bispos para a África! Sendo um homem de esperança, o cristão não pode desinteressar-se dos seus irmãos e irmãs. Isto estaria claramente em contradição com o comportamento de Jesus. O cristão é um construtor incansável de comunhão, de paz e de solidariedade – dons estes, que nos foram concedidos pelo próprio Jesus. Permanecendo fiéis a isto, colaboramos na realização do plano de salvação que Deus tem para a humanidade. | ” |
|   | — Homilia do Papa Bento XVI na Santa Missa de entrega da Exortação Apostólica pós sinodal aos bispos da África, em Cotonou, no dia 20 de novembro de 2011. |   |